# El maestro que prometió el mar
El maestro que prometió el mar es una película de drama biográfico española de 2023 dirigida por Patricia Font y escrita por Francesc Escribano y Albert Val. La película está basada en el ensayo de 2013: Desenterrando el silencio. Antoni Benaiges el maestro que prometió el mar (Desenterrant el silenci. Antoni Benaiges. el mestre que va prometre el mar, título en catalán) del propio Escribano, de Sergi Bernal, como fotógrafo y documentalista que encuentra la historia durante los trabajos de obertura de la fosa común de La Pedraja en 2010, en Burgos, Queralt Solé y Paco Ferrándiz. Fue estrenada el 10 de noviembre de 2023.

## Sinopsis
Antoni Benaiges (Enric Auquer), un maestro de Tarragona, es destinado a la escuela pública de Bañuelos de Bureba, un pequeño pueblo de la  provincia de Burgos. Gracias a un método de enseñanza pionero y revolucionario para la época, comienza a transformar la vida de sus alumnos, pero también la del lugar, algo que no siempre resulta del agrado de todos.

## Reparto
- Enric Auquer como Antoni Benaiges.
- Laia Costa como Ariadna.
- Luisa Gavasa como Charo.
- Ramón Agirre Lasarte como Emilio (Adulto).
  - Nicolás Calvo como Emilio.
- Jorge da Rocha como Camilo.
- Felipe García Vélez como Carlos (Adulto).
  - Gael Aparicio como Carlos.
- Elisa Crehuet como Josefina (Adulta).
  - Alba Hermoso como Josefina.
- Alba Guilera como Laura.
- Milo Taboada como Padre Primitivo.

## Producción
La película es una producción de Minoría Absoluta, Lastor Media, Filmax, y Mestres Films AIE con la participación de RTVE y TVC y el apoyo del ICAA y el ICEC. Los lugares de rodaje incluyen Mura y Briviesca.

## Premios
| Premio        | Día de la ceremonia   | Categoría                                   | Destinatarios  | Resultado | Ref.  |
| ------------- | --------------------- | ------------------------------------------- | -------------- | --------- | ----- |
| Premios Feroz | 26 de enero de 2024   | Mejor actor protagonista                    | Enric Auquer   | Nominado  | [ 6 ] |
| Premios Feroz | 26 de enero de 2024   | Mejor actriz de reparto                     | Luisa Gavasa   | Nominada  | [ 6 ] |
| Premios Goya  | 10 de febrero de 2024 | Mejor guion adaptado                        | Albert Val     | Nominado  | [ 7 ] |
| Premios Goya  | 10 de febrero de 2024 | Mejor música original                       | Natasha Arizu  | Nominada  | [ 7 ] |
| Premios Goya  | 10 de febrero de 2024 | Mejor diseño de vestuario                   | María Armengol | Nominada  | [ 7 ] |
| Premios Goya  | 10 de febrero de 2024 | Mejor interpretación masculina protagonista | Enric Auquer   | Nominado  | [ 7 ] |
| Premios Goya  | 10 de febrero de 2024 | Mejor interpretación femenina de reparto    | Luisa Gavasa   | Nominada  | [ 7 ] |